# Cryptosporina
Cryptosporina är ett släkte av svampar. Cryptosporina ingår i familjen Thelohaniidae, ordningen Microsporida, klassen Microsporea, divisionen Microspora och riket svampar.
|               | Thelohania                                 |
|               |                                            |
| Cryptosporina | \| \| Cryptosporina brachyfila \| \| \| \| |
|               | \| \| Cryptosporina brachyfila \| \| \| \| |
|               | Toxoglugea                                 |
|               |                                            |
|               | Gurleyi                                    |
|               |                                            |
|               | Cryptosporina brachyfila                   |
|               |                                            |

|  | Cryptosporina brachyfila |
|  |                          |